# Genius loci
Pour les articles homonymes, voir Genius loci (court métrage).
 (juillet 2024).
Motif : La partie "Étude de cas selon Christian Norberg-Schulz" consacrée à Prague est trop longue et non sourcée
 (juillet 2024).
Genius loci est une locution latine qui peut se traduire en français par « esprit du lieu ». D’un côté, l’esprit fait référence à la pensée, aux humains et aux éléments immatériels. De l’autre côté, le lieu évoque un site, un monde physique matériel. Son utilisation dans la culture populaire renvoie généralement à l'atmosphère distinctive d'un endroit.

## Mythologie

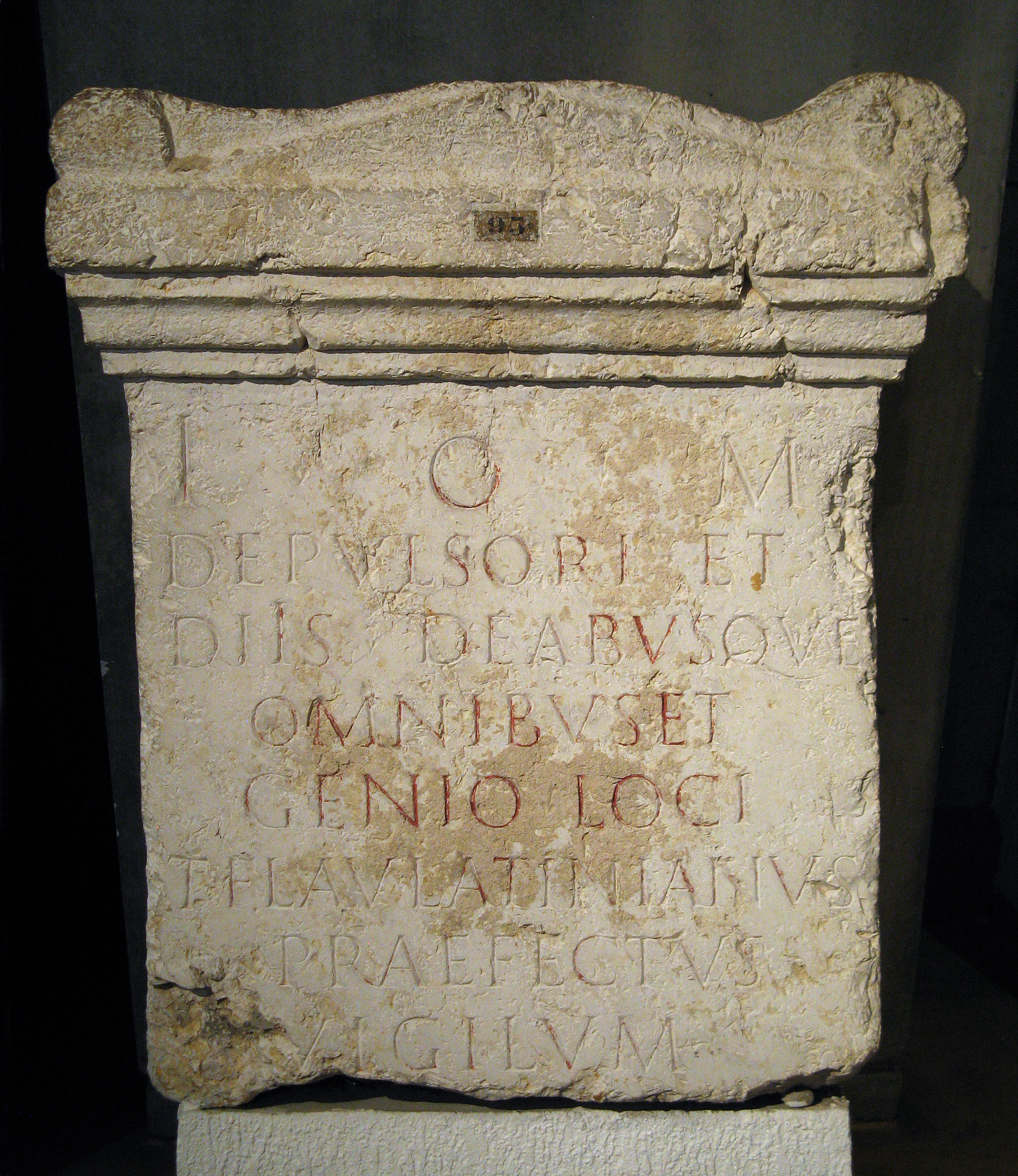
Autel dédié à Jupiter et au Génie du lieu. Musée Lugdunum, Lyon.

Dans la religion de la Rome antique, le genius loci était l'esprit protecteur du lieu. Les Romains considéraient les génies comme des êtres surnaturels habitant à la fois les lieux et les individus. Chaque rivière, chaque montagne, chaque arbre, mais aussi chaque village, chaque place et chaque maison était pourvu d’un esprit protecteur. Leur rôle était de veiller sur les endroits et les personnes qui les fréquentaient. Au cours des siècles, ces génies ont été peu à peu oubliés. Actuellement, le genius loci est utilisé métaphoriquement pour désigner l’identité, le caractère et l’atmosphère d’un lieu.

## Architecture

### Le concept deGenius Loci
La théorie du Genius Loci est la base de la phénoménologie de l’architecture qui étudie la relation entre les individus et l’environnement. Genius Loci s’intéresse à l’activité et à l’expérience des individus en examinant leurs modes de vie. La notion de genius loci est développée par le Norvégien Christian Norberg-Schulz, architecte, historien et théoricien de l’architecture, dans son livre Genius Loci : Vers une phénoménologie de l’architecture. L’auteur pense que l’habitation ne doit pas être vue comme un simple abri, mais plutôt comme un endroit où la vie se déroule.

### Phénoménologie
Le but d’un lieu est de rendre significative l’existence des individus. L’esprit du lieu est composé de deux fonctions psychologiques : l’orientation et l’identification. D’une part, l’espace se réfère à l’orientation. L’être humain doit savoir où il se trouve afin qu’il puisse se sentir en sécurité. D’autre part, l’identification fait référence au caractère du lieu. L’appropriation de l’espace est nécessaire par l’homme, pour que le lieu existe.
L’expérience du lieu se fait à travers trois étapes :
- la perception
- la connaissance
- l’identification

La perception consiste à définir la relation entre les gens et le lieu. La connaissance, c’est lorsque les gens se sentent familiers et se rappellent les choses semblables qui se sont passées avant. L’identification est basée sur un processus de connaissance du lieu qui assure sa structure et son atmosphère. De cette manière, l’endroit et les individus ne font qu’un.
Le lieu
Le lieu est un endroit qui a une fonction bien définie, tel que lieu de travail, lieu public, lieu de débauche, etc. Quand quelque chose se passe, on dit qu'elle a lieu. Tout lieu est donc connecté à l’activité humaine. Il est plus qu’un endroit abstrait, mais un ensemble de différents éléments qui déterminent le caractère du lieu.
L'espace existentiel
L'espace existentiel se réfère aux relations fondamentales qui existent entre l'homme et le milieu. Selon Norberg-Schulz, il peut être divisé en plusieurs niveaux : 
1. l'environnement
2. la cosmographie
3. la géographie
4. le paysage
5. l'agglomération
6. l'édifice
7. la pièce
8. le mobilier
9. l'objet

L’espace existentiel est constitué d'éléments abstraits: le centre (à partir duquel les individus étendent leur espace), les directions ou les parcours (où chaque lieu a ses propres directions) et les domaines.
L’ensemble de ces éléments facilite l’identification existentielle des individus.

## Étude de cas selon Christian Norberg-Schulz

### Prague
Prague est une ville qui a conservé son genius loci à travers le temps, avec des nouvelles interprétations. La Vieille Ville et la Petite Ville sont reliées par le pont Charles et constituent la «vue de Prague». Norberg-Schulz la décrit ainsi :« Du pont, le tout est vécu comme un environnement dans le plein sens du mot : le pont constitue le centre même de ce monde, qui recueille évidemment tant de significations. » 

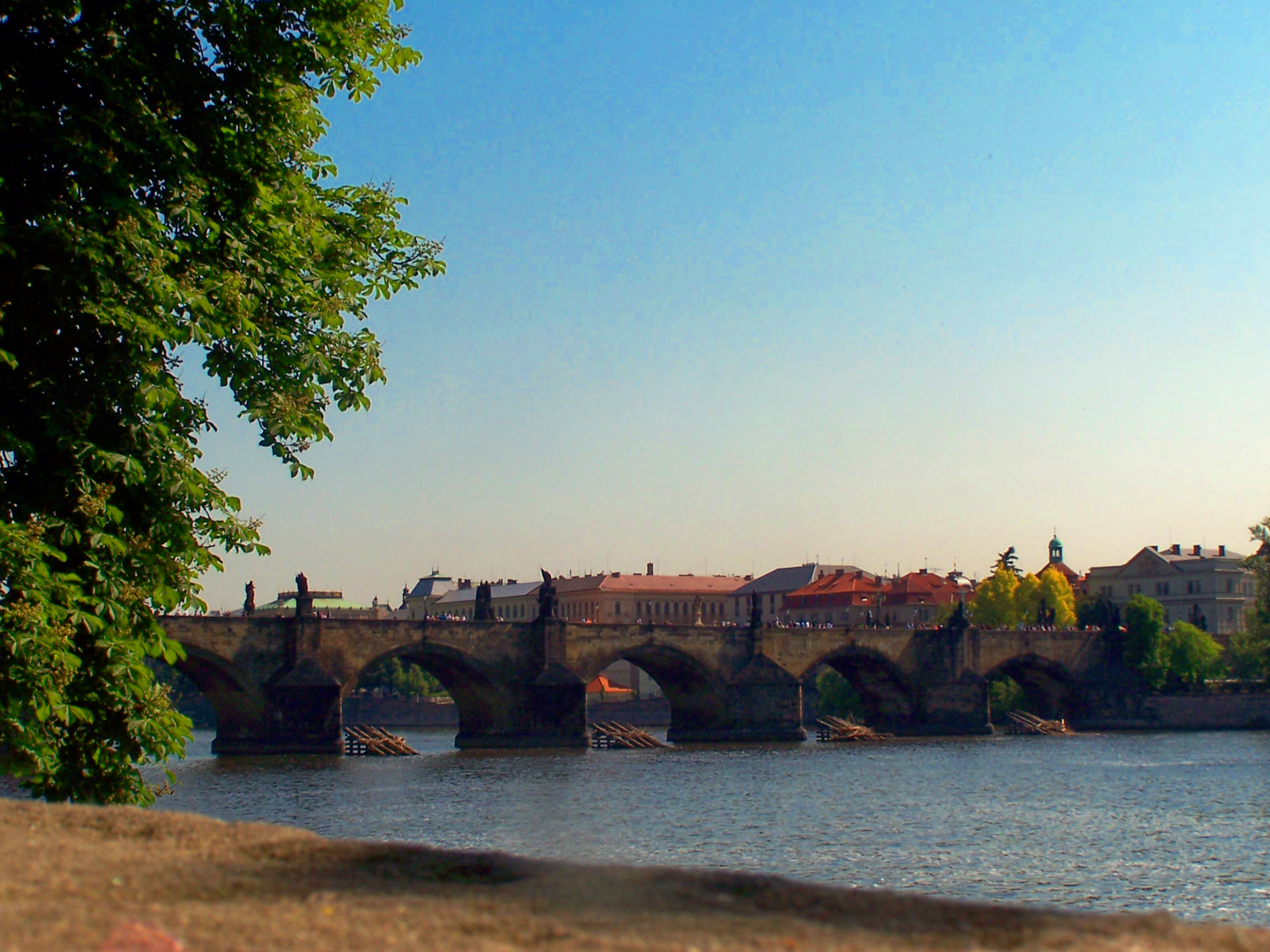
Pont Charles, Prague

Dans la ville de Prague, le pont, par son histoire et son implantation, constitue un élément principal de l’identité du lieu. Les habitants ont tendance à rester davantage dans ce nœud central, parce qu’ils ont une meilleure vue de la ville et s'orientent mieux.
Du point de vue architectural, les maisons de la ville ont des racines profondes dans l’histoire de la ville. Elles sont exprimées par des rez-de-chaussée massifs, des arcades basses et des ouvertures profondément creusées. Il y a une proximité avec la terre qui est fortement ressentie par les visiteurs en se promenant dans la Vieille Ville. Ce remarquable rapport au sol n’est qu’un premier aspect du genius loci de la ville.

Prague est connue comme la « ville des cent clochers » grâce à la présence dans la ville de nombreuses églises baroques. Ces églises apportent un mouvement vertical dans la ville. Prague se distingue donc par le contraste entre terre et ciel. Selon Norberg-Schulz, le ciel et la terre sont les principaux éléments qui structurent le lieu. 

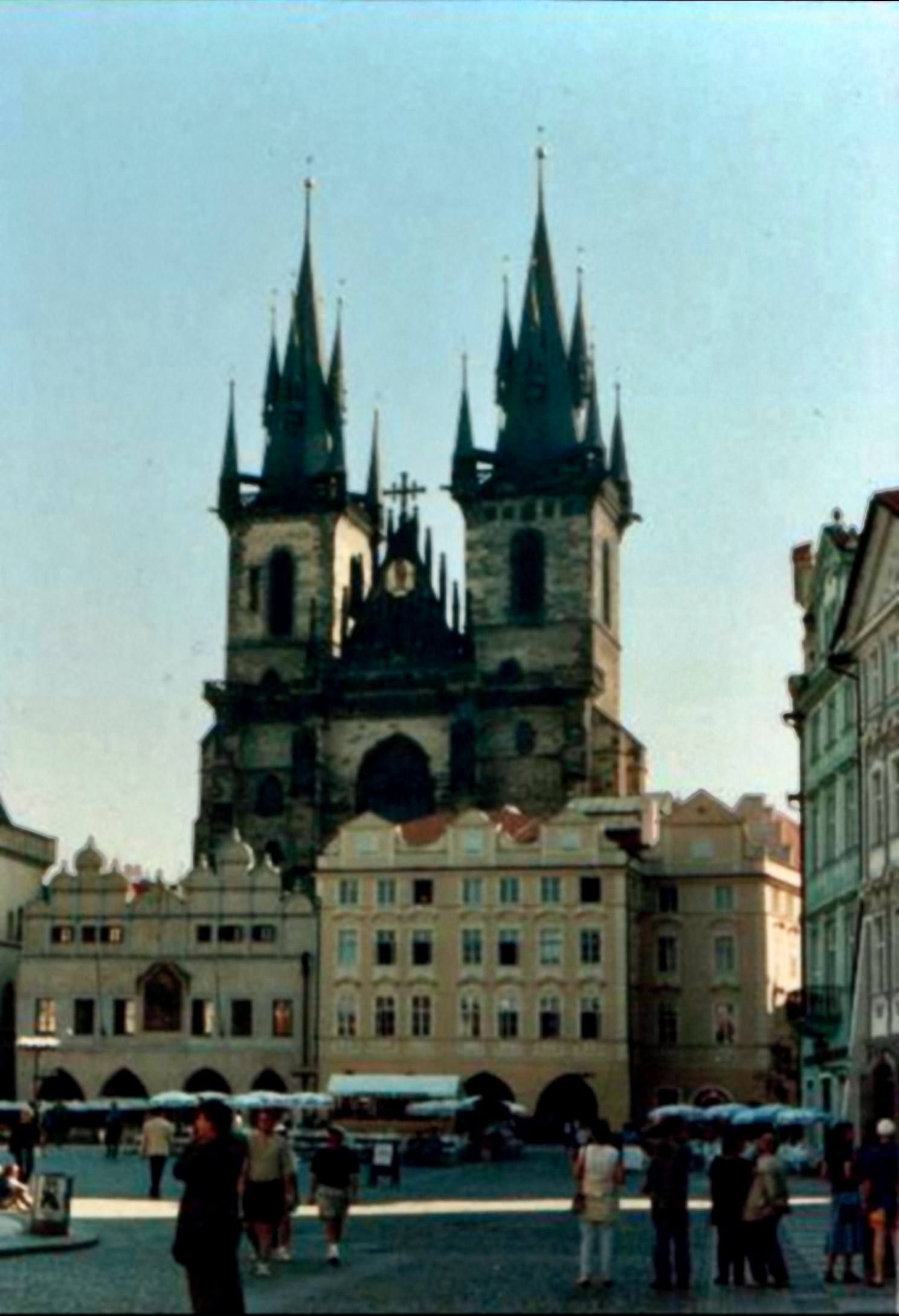
Eglise style baroque, Prague

L’architecture de Prague est cosmopolite sans perdre sa saveur locale. Plusieurs styles architecturaux sont mis ensemble : roman, gothique, renaissant, baroque et cubiste. D’après Norberg-Schulz, l’esprit du lieu peut être à la fois romantique, cosmique, classique et complexe, Prague se distinguant par son esprit du lieu complexe. Cela implique une variation des styles architecturaux qui forment un esprit romantique, à la fois mystérieux et intime. Le caractère « classique » ou « cosmique » est créé par l’usage de différents matériaux, textures et couleurs. La couleur stimule le sens de la vue et offre une meilleure perception de l’espace. La texture reflète le caractère historique et l’atmosphère du lieu. La présence des différents types de matériaux donne du caractère au lieu et aide les gens à se sentir familiers à l’endroit.
Au Moyen Âge, la structure urbaine de Prague était composée de trois parties : l’habitat dense dans la plaine, le château sur la colline et la rivière comme élément de liaison entre eux. C’est à partir du XIXe siècle, avec la croissance de Prague, que la structure urbaine générale a été modifiée. La délimitation de la Vieille et de la Nouvelle Ville au moyen des murs a disparu, mais le tracé des rues leur confère encore une certaine identité. Les espaces urbains de la ville suivent encore le modèle du Moyen Âge. L’ancienne artère entre l’Est et l’Ouest sert de colonne vertébrale, reliant les principaux foyers de la Vieille et de la Petite Ville. En empruntant ce chemin, les visiteurs ont tout d’un coup une image riche et cohérente de la ville. L’histoire de la ville est présente dans l’esprit des visiteurs. Dans la Vieille Ville, les maisons possèdent deux entrées. Les passages se font à travers des cours qui sont généralement entourés de balcons.

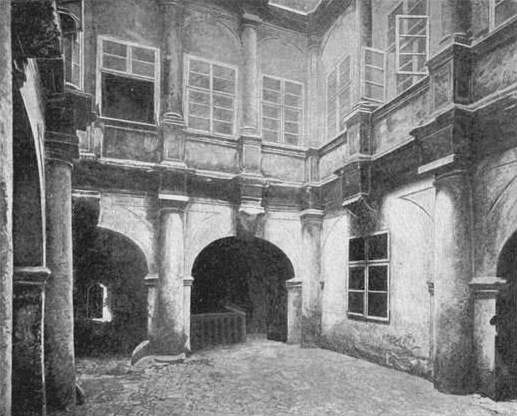
Accès aux bâtiments par la cour

Ces dernières servent de transition entre l’extérieur urbain et l’intérieur privé des maisons. L’entrée représente la première image que l’on a sur un lieu et a pour rôle d’orienter les gens.

## Paysage
Alexander Pope a fait du genius loci un principe important du jardinage et de l'aménagement paysager. Il a fondé l'une des idées les plus acceptées de l'architecture du paysage, qui veut que l'aménagement paysager soit toujours conçu en fonction de l'endroit.